# Едвард Маказоруки
Едвард Маказоруки (енгл. Edward Scissorhands) је амерички филм из 1990. године. Главну улогу тумачи Џони Деп.

## Радња филма
Едвард има све што један прави момак треба да има, са изузетком шака. На њиховом месту су дугачки екстремитети који личе на маказе. Са њима може да шиша живу ограду, али не и да обавља друге, уобичајене функције. Када проналазач умре, Едвард остаје сам. 
На њега ће се сажалити Пег Богс и одвести га у своју кућу. Упркос могућности да сасече и повреди свакога на кога наиђе, Едвард је нежно створење чија је највећа жеља да буде вољен. 
Заљубљује се у Пегину ћерку Ким која се забавља са локалним силеџијом Џимом. Едвард постаје популаран када се открије његов невероватни таленат за шишање живе ограде и људи. 

## Улоге
| Глумац              | Улога             |
| ------------------- | ----------------- |
| Џони Деп            | Едвард Маказоруки |
| Винона Рајдер       | Ким Богс          |
| Дајана Вист         | Пег Богс          |
| Ентони Мајкл Хол    | Џим               |
| Кети Бејкер         | Џојс              |
| Роберт Оливери      | Кевин Богс        |
| Кончата Ферел       | Хелен             |
| Каролина Арон       | Марџ              |
| Дик Ентони Вилијамс | полицајац Ален    |
| О-Лан Џоунс         | Есмералда         |
| Винсент Прајс       | изумитељ          |
| Алан Аркин          | Бил Богс          |